# Acraea rabbaiae
Acraea rabbaiae är en fjärilsart som beskrevs av Ward 1873. Acraea rabbaiae ingår i släktet Acraea och familjen praktfjärilar. Inga underarter finns listade i Catalogue of Life.